# Luigi Frezza
Luigi Frezza (Civita Lavinia, 27 maggio 1783 – Roma, 14 ottobre 1837) è stato un cardinale e arcivescovo cattolico italiano.

## Biografia
Nacque a Civita Lavinia il 27 maggio 1783.
Papa Gregorio XVI lo elevò al rango di cardinale nel concistoro dell'11 luglio 1836.
Morì il 14 ottobre 1837 all'età di 54 anni.

## Genealogia episcopale
La genealogia episcopale è:
- Cardinale Scipione Rebiba
- Cardinale Giulio Antonio Santori
- Cardinale Girolamo Bernerio, O.P.
- Arcivescovo Galeazzo Sanvitale
- Cardinale Ludovico Ludovisi
- Cardinale Luigi Caetani
- Cardinale Ulderico Carpegna
- Cardinale Paluzzo Paluzzi Altieri degli Albertoni
- Papa Benedetto XIII
- Papa Benedetto XIV
- Papa Clemente XIII
- Cardinale Bernardino Giraud
- Cardinale Alessandro Mattei
- Cardinale Pietro Francesco Galleffi
- Cardinale Luigi Frezza